# Fuente de Cibeles
Fuente de Cibeles är ett monument i Spanien.   Det ligger i provinsen Provincia de Madrid och regionen Madrid, i den centrala delen av landet, i huvudstaden Madrid. Fuente de Cibeles ligger 651 meter över havet.
Terrängen runt Fuente de Cibeles är platt.Runt Fuente de Cibeles är det mycket tätbefolkat, med 4 670 invånare per kvadratkilometer. Närmaste större samhälle är Madrid, 0,86 km väster om Fuente de Cibeles. Runt Fuente de Cibeles är det i huvudsak tätbebyggt.